# Captain Nova
Captain Nova è un film del 2021 diretto da Maurice Trouwborst.
Pellicola di fantascienza olandese con tematica ambientalista.

## Trama
Per rimediare a un disastro ecologico planetario, Captain Nova viene mandata con una speciale navetta sperimentale 25 anni nel passato. Il viaggio nel tempo muta inaspettatamente le sue condizioni fisiche, riportandola alle sembianze di quando aveva 12 anni. 
Quindi, Nova, incontrerà ulteriori difficoltà nello svolgere la sua missione, per l'incredulità di chi l'ascolta. Farà la conoscenza di un altro ragazzino, Nas, che l'aiuterà a superare gli ostacoli che si frappongono.

## Distribuzione
Il film è stato distribuito nei Paesi Bassi il 13 ottobre 2021 da Gusto entertainment, mentre a livello internazionale è stato distribuito da Dutch FilmWorks.

## Accoglienza
Il film ha incassato 129374 $ al botteghino.